# エスタディオ・エル・コジャオ
エスタディオ・エル・コジャオ（Estadio El Collao）は、スペイン・バレンシア州アルコイにあるサッカー専用スタジアム。CDアルコヤーノのホームスタジアムでもある。収容人数は4,850人。